# 1672

## Esdeveniments
- 16 de maig - Rià (el Conflent): el rei de França Lluís XIV fa enderrocar el castell on va néixer Guifré el Pilós el 852.
- 23 de desembre: És descobert Rea, el satèl·lit de Saturn, per Giovanni Cassini.[1]
- La Companyia reial d'Àfrica, pertanyent a Anglaterra, obté el monopoli del comerç d'or guineà.
- Holanda entre en guerra amb diversos països, sent l'any dels desatres militars.
- La calculadora de Leibniz pot realitzar operacions simples i arrels quadrades.
- La granada de mà augmenta en precisió i esdevé una arma de guerra important, amb regiments propis.
- Isaac Newton va publicar el seu tractat de la llum.

## Naixements
- 13 de gener, Tarquinia: Lucia Filippini, religiosa italiana, fundadora de la congregació de les Mestres Pies Filippini per a l'ensenyament de les noies (m. 1732).[2]
- 6 d'abril: André Cardinal Destouches, compositor francès de l'època barroca.
- 20 de juny: Lluís Cèsar de Borbó, comte de Vexin i abat de Saint-Germain-des-Prés.

## Necrològiques
- 17 de juny - Roma: Orazio Benevoli, compositor italià (n. 1602).[3]
- 13 de juliol - Hampton Court, Londres (Anglaterra): Henry Cooke, músic i compositor anglès (n. 1616).[4]
- 16 de setembre - Andover, Massachusetts: Anne Bradstreet, la primera escriptora i poeta estatunidenca a publicar un llibre (n. 1612).

- Vallfogona de Riucorb: Pau d'Àger i d'Orcau, President de la Generalitat de Catalunya.